# 皮埃尔·杜坎
皮埃尔·杜坎（法語：Pierre Dukan，1941年—）是一名法国医生和营养师，和著名杜坎纤食法的创造者。生于阿尔及利亚阿尔及尔。為杜坎纤食法的鼻祖，并常常活跃于媒体和网络上。

## 杜坎纤食法的诞生
1975年时，皮埃尔·杜坎曾是巴黎的一位全科医生并学习神经学。在一次的出诊中，一位患者向他咨询如何有效地减肥：“开个瘦身的方子，可以阻止我吃任何东西，但我不能不吃肉。”于是，皮埃尔·杜坎建议他尽量地吃瘦肉并且多喝水。5天以后，这位患者减轻了5公斤。当时，体重超重或肥胖被认为是最好的治疗方法是进食热量低的食物并减小食量。杜坎想到另一种方式，以防止病人恢复他们失去了重量后节食。因此他设计了一种新的方法，分四个阶段：速效期、缓效期、巩固期和稳定期。从此，杜坎瘦身法诞生了。
皮埃尔·杜坎开始热衷于营养学并研究肥胖症。此后的20年中，他不断改良他的瘦身法，并且成功地出版了他的减肥秘籍。2000年，皮埃尔·杜坎著有《我不知道怎样减肥》("Je ne sais pas maigrir")，很快在法国成为畅销书。

## 引人注目的成功案例
在英国，卡罗尔·米德尔顿曾向她的女儿，英国剑桥公爵夫人凯特推荐杜坎纤食瘦身法，为其在与剑桥公爵威廉王子的婚礼前成功瘦身两个尺码。因此这本书在英国也迅速成为了畅销书。现在杜坎瘦身法已经成为全世界知名的减肥法。